# CMT Europe
CMT Europe (celým názvem Country Music Television Europe), někdy zvaný též CMT UK, byla britská verze amerického kabelového a satelitního pay-tv programu, jež byl věnován moderní americké i evropské country hudbě a cílil zejména na mladé lidi .
Stanice byla zpočátku vysílána nekódovaně, později byla však zakódovaná a stala se součástí evropských placených platforem Sky Multichannels  a Multichoice Kaleidoscope .
Díky tomu mohl být CMT Europe nabízen ve Velké Británii, Německu, Nizozemsku, Belgii, Skandinávii a v zemích střední Evropy (České republice, Slovensku, Rumunsku, Maďarsku a Polsku).

## Historie
Vysílání v kabelových sítích ve Velké Británii bylo spuštěno již 19. října 1992
. Pro satelitní diváky se vysílání představilo až o rok později prostřednictvím družice Intelsat 601 AOR. Příjem CMT Europe z této družice byl zpočátku nekódovaný a sloužil k poskytování signálu pro kabelové operátory, nicméně s kódováním se již od počátku počítalo . Pro Gaylord bylo výzvou vytvoření evropského country kanálu a věděli, že v Evropě není country tak známé. Na rozdíl od americké CMT měla CMT Europe klást důraz na umělce jako Garth Brooks a Billy Ray Cyrus .
V roce 1994 bylo zahájeno satelitní vysílání také na družici Astra 1B, kde CMT Europe sdílel transpondér s japonskou satelitní televizí JSTV. Vysílací čas mělo CMT vyhrazeno od 08:00 do 20:00 hodin středoevropského času a po skončení vysílání využíval transpondér JSTV. Gaylord měl v úmyslu nabídnout satelitním divákům nepřetržité vysílání country hudby, ale vzhledem k zaplněnosti transpondérů na Astře vyčkával na uvolnění kapacity . To se povedlo až v roce 1996. Vzhledem k tomu, že v posledních dvou letech 1997 a 1998 generoval kanál ztrátu v celkové výši 20 000 000 amerických dolarů, bylo rozhodnuto vysílání ke dni 31. března 1998 ukončit . Na výši ztráty se podílely také vysoké náklady za pronájem satelitních transpondérů v Evropě , oproti jiným světadílům, a pomalý rozvoj kabelové televize .
I přes ukončení CMT Europe měl Gaylord zájem zkusit šířit značku CMT v Evropě i nadále, tentokrát však prostřednictvím prodeje programových bloků CMT televizním distributorům v Německu, Irsku, Skotsku a ve Skandinávii a napodobit tak úspěšný model E! Entertainment TV .

### CMT na českých obrazovkách
Kanál CMT Europe se českým divákům představil v letech 1994 a 1995, kdy Česká televize zahájila vysílání pořadu Country hitparáda CMT, pro který si nechala registrovat název u Úřadu průmyslového vlastnictví .
Na stanici Kabel Plus Film se vysílal obdobný pořad s názvem Písničky ze CMT .
CMT Europe byl postupně zařazován také do českých kabelových sítí a v roce 1997 jej měly v nabídce tito kabelový operátoři :
- Kabel Plus (Praha, Jižní Morava, Východní Čechy, Střední Morava)
- PilsKabel TV
- Elsat
- Kabel Net Holding
- SatCa
- Sat-Centrum
- Satturn Holešov
- TES Litvínov

## Vysílací frekvence
Hudební kanál CMT Europe byl šířen prostřednictvím kabelových sítí a satelitu.
| Rok       | Družice                   | Frekvence (GHz) | Vysílací čas | Poznámka                                            |
| --------- | ------------------------- | --------------- | ------------ | --------------------------------------------------- |
| 1993      | Intelsat 601 AOR (27.5°W) | 11.515 / V      | 24 hodin     | Distribuční trasa pro kabelové operátory            |
| 1993-1994 | Astra 1C (19.2°W)         | 11.082 / H      | 01:00-17:00  | Frekvence sdílená s Discovery Channel (17:00-01:00) |
| 1994-1996 | Astra 1B (19.2°W)         | 11.568 / V      | 07:00-20:00  | Frekvence sdílená s JSTV (20:00-07:00)              |
| 1996      | Astra 1D (19.2°W)         | 10.744 / H      | 24 hodin     |                                                     |